# Цеко Петков
 Тази статия е за хайдутина от Ломско.  За хайдутина от Кочанско вижте Цеко войвода (Радане).  
Цеко Петков Пешев, известен като Цеко Дългошевски и дядо Цеко войвода – български хайдутин и националреволюционер, борец за освобождение на България от османско владичество.

## Биография
Цеко Петков е роден на 10 март 1807 г. в семейството на Петко Пешев от село Дългошевци (днес Замфир). Семейството му произхожда от рода на участника в Чипровското въстание Тодор Терзията (Комитата). Цеко Петков се жени за Руса Петкова, с която има три дъщери – Камена, Цвета и Сава, и един син – Иван.
Младият Цеко Петков е активен ятак на хайдушките войводи, действащи в Северозападна България – Саво войвода от Голинци, Точо войвода и Иван Кулин от Медковец. След като турци посягат на двете му сестри Вълкана и Гена Цеко Петков излиза хайдутин в четата на Иван Кулин. Скоро по съвет на Кулин, Цеко се отделя като войвода на самостоятелна чета от 9 души. С четата си извършва многобройни нападения над тероризиращи раята турци, като за по-големите акции Цеко Петков обединява силите си с четата на Иван Кулин.
През 1836 г. с четата си участва в Манчовата буна в Берковско. След потушаването на въстанието Цеко се връща в родното Ломско. През 1841 г. минава Дунава и взима участие в Браилските бунтове в четата на Владислав Тадич, а след това и във Втория браилски бунт под ръководството на Георги Раковски. След провалянето на бунта заедно със стария му четник Димитър Панов успява да избяга в Русия.
След завръщането си в Ломско Цеко Петков е избран за кнез в Момин брод и взима дейно участие в подготвянето на Въстанието в Северозападна България от 1850 г. – избора на въстаническия комитет, сформирането на въстаническите чети и съставянето на оперативния план. Заедно с 232 други кнезове подписва и молба за помощ до сръбския княз Александър Караджорджевич. След избухването на въстанието на 29 май 1850 г. застава начело на отряд от 150 – 200 въстаници, разположен около Момин брод и Дългошевци, който обаче е разбит от силни турски части настъпили откъм Лом. Остатъците от отряда, начело с Цеко войвода и Димитър Панов се присъединяват към отряда на Иван Кулин, който обаче отново е разбит при Белоградчик и при село Гърци (днес Градец).
След неуспеха на въстанието през 1851 г. застава начело на няколко мирни демонстрации във Видин, при една от които е арестуван. Три години престоява в окови във Видинската крепост, като е подложен на мъчения. Освободен е през 1853 г. след застъпничество на руското пратеничество начело с княз Александър Меншиков и емигрира във Влашко. Включва се като доброволец в Кримската война и участва в отбраната на Севастопол.
Участва в Руско-турската война (1877 – 1878). При освещаване на Самарското знаме на 6/18 май 1877 г. старият войвода Цеко Петков благославя светинята с думите „Да помогне Бог на това свято знаме да премине от край до край нещастната българска земя. Всичко нечисто поганско И зло да бяга от страх пред него, а по дире му да настане траен мир и благоденствие!“. Войвода на българска доброволческа чета по време на Руско-турската война (1877 – 1878). Проявява се при Преминаване на Троянския отряд през Стара планина.
След Освобождението е избран за народен представител от Ломски окръг (Видинска губерния) в Учредителното събрание. Участва в приемането на Търновската конституция. Народен представител в I обикновено народно събрание.